# Nolina durangensis
Espèce
Nolina durangensis est une espèce végétale de la famille des Asparagaceae. Elle est native du Mexique.